# عمر أبو فارس
عمر أبو فارس (مواليد 16 أغسطس 1984) هو سباح أردني سابق، تخصص في سباقات الظهر والسباحة الفردية المتنوعة. 
شارك أبو فارس لأول مرة في الأولمبياد، عندما كان يبلغ من العمر 16 عامًا، وذلك في دورة الألعاب الأولمبية الصيفية 2000 التي أقيمت في سيدني، حيث نافس في سباق 200 متر فردي متنوع للرجال، وأنهى الجولة الأولى في المركز السادس والخمسين والأخير مسجلاً أبطأ وقت وقدره 2:21.22. 
في دورة الألعاب الأولمبية الصيفية 2004 التي أقيمت في أثينا ، تأهل أبو فارس للمشاركه في سباق 100 متر ظهر للرجال بعد حصوله على مكان عالمي من الاتحاد الدولي للسباحة حيث حصل لسجلّه على زمن قدره 1:00.34.  في تصفيات الأولمبياد، سجّل عمر أبطأ زمنٍ في الجولة حيث أنهى نفس السباق بزمن قدره 1:02.36.  